# Santa Cruz, Acatlán de Pérez Figueroa
Santa Cruz är en ort i Mexiko.   Den ligger i kommunen Acatlán de Pérez Figueroa och delstaten Oaxaca, i den sydöstra delen av landet, 280 km öster om huvudstaden Mexico City. Santa Cruz ligger 107 meter över havet och antalet invånare är 139.
Terrängen runt Santa Cruz är kuperad åt nordost, men åt sydväst är den platt. Runt Santa Cruz är det ganska tätbefolkat, med 116 invånare per kvadratkilometer. Närmaste större samhälle är Cosolapa, 14,4 km norr om Santa Cruz. Omgivningarna runt Santa Cruz är en mosaik av jordbruksmark och naturlig växtlighet.